# Persia (Casaletto Ceredano)
La Persia è un nucleo abitato d'Italia, frazione del comune di Casaletto Ceredano.
Al censimento del 21 ottobre 2001 contava 10 abitanti.

## Geografia fisica
La località è sita a 60 metri sul livello del mare; si trova nelle vicinanze del fiume Adda, a sud del capoluogo comunale, in direzione di Cavenago d'Adda (LO).

## Storia
Fino al 1937 la località della Persia apparteneva al comune di Cavenago d'Adda, allora appartenente alla provincia di Milano (dal 1992 fa parte della provincia di Lodi); in tale data, in seguito a uno scambio di territori, la Persia passò al comune di Casaletto Ceredano in provincia di Cremona, che a sua volta cedette a Cavenago le Bastide.